# Møllehøj

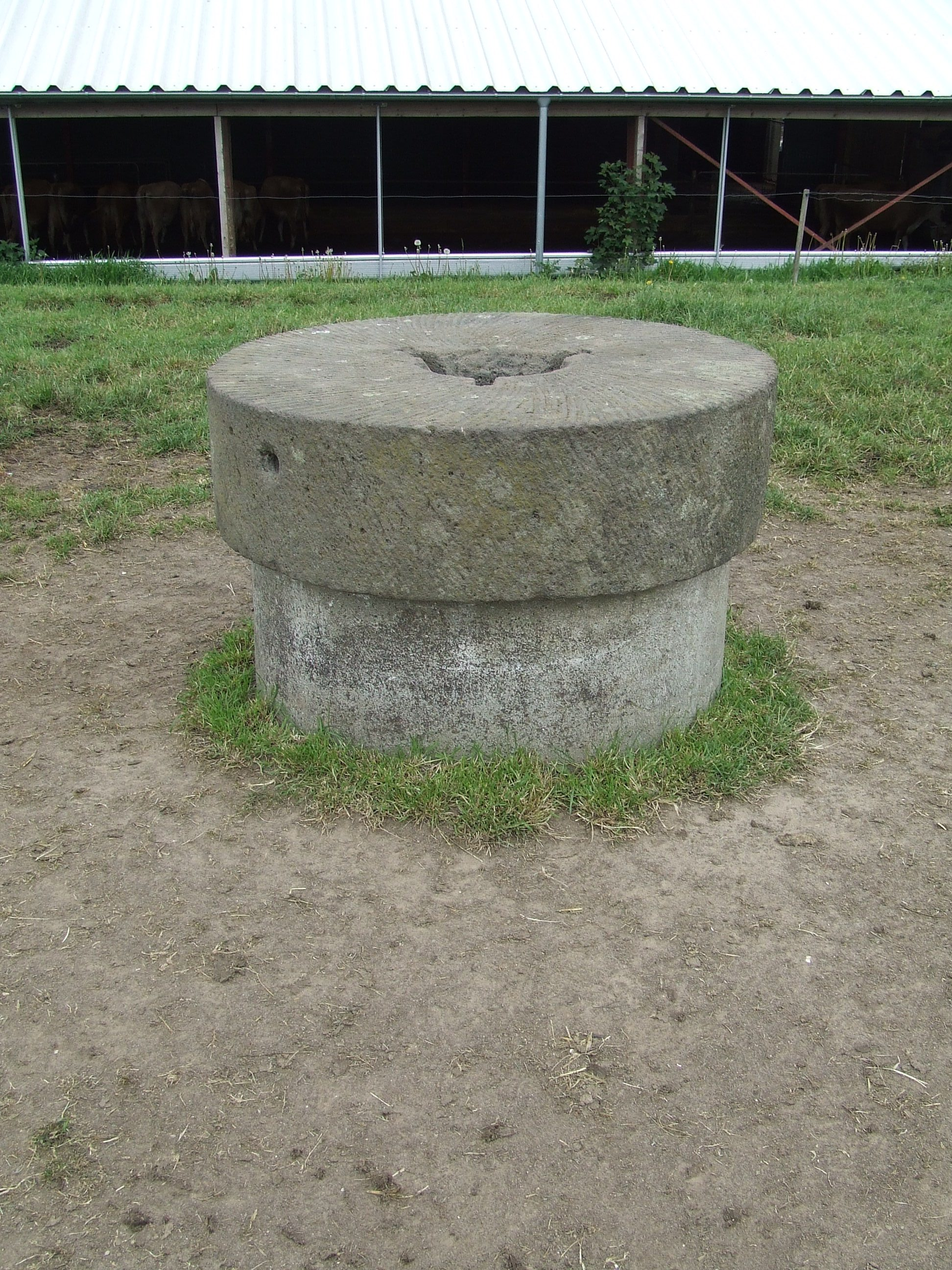
De molensteen

Møllehøj is het hoogstgelegen natuurlijke punt van Denemarken. De hoogte bedraagt 170,86 meter. Op de top bevindt zich een molensteen, een restant van een achtkante molen die er van 1838 tot 1917 stond. De Mollehøj bevindt zich 40 km zuidwest van Aarhus.